# Sodalitas Maeierhofiana
Sodalitas Maierhofiana, někdy také Societas Marcomannica, Sodalitas Marcomannica nebo Sodalitas Litteraria Marcomannica, byla humanistická literární sodalita (společnost) v Olomouci. Soustředila se kolem místního biskupství, kapituly, městské kanceláře a školy. Někdy bývá označována za první vědeckou společnost v českých zemích. Byla utvořena roku 1502 olomouckou humanistickou společností, k níž patřili biskup Stanislav I. Thurzo, Jan Dubravius, Augustin Olomoucký a další. Byla pravděpodobně pojmenována podle svého zakladatele, Kryštofa Apitia Maierhofského. Na založení se podíleli také Řehoř Nitsch a Martin Horčička-Sinapinus.
Název „marcomannica“ odpovídá ztotožnění Moravy s „Markomanií“, tedy územím germánského kmene Markomanů. Tato mylná představa vzešla především od učence Conrada Celtise, který byl hlavním inspirátorem společnosti, byla spojena se snahou německých humanistů identifikovat místa dávné historie ze starověkých textů a přijít s německým pohledem na antiku.

## Historie
Společnost byla založena roku 1502. Nejvýznamnější roli sehrála osobnost humanisty Conrada Celtise, jenž kromě Olomouce působil také ve Vídni a měl vliv rovněž na založení obdobného vídeňského spolku Sodalitas Danubiana. Název „maierhofiana“ (též „maierhofana“) nejspíše odkazuje k osobě zakladatele, Kryštofa Apitia Maierhofského. Jarmila Voženílková však upozornila, že o Apitiovi nejsou známy téměř žádné informace a neobjevuje se ani v seznamech členů společnosti. Dalšími zakladateli sodality byli Řehoř Nitsch, Celtisův přítel, který se v roce 1502 vrátil do Olomouce z Vídně, a Martin Horčička-Sinapinus. Ke společnosti patřil učený olomoucký biskup Stanislav I. Thurzo a humanisté, které soustředil ve svém okolí – Jan Dubravius, Bohuslav Hasištejnský z Lobkovic, lékař Conrad Althamer, matematik Andreas Stöberl (Ctiborius) a Augustin Olomoucký (Augustin Käsenbrot). Později se přidali také Václav z Vilhartic, Jan ze Zvole, Bernard Zoubek ze Zdětína a další.
Intenzivní vztah mezi členy olomoucké kapituly a Conradem Celtisem měl své kořeny již v letech 1489–1491, kdy Celtis působil na Krakovské univerzitě. Označení společnosti vycházelo z Celtisových myšlenek týkajících se Moravy, kterou ztotožňoval s dávnou Markomanií, tedy územím kmene Markomanů. Ve svých názorech se přitom opíral o starší interpretace Aenea Sylvia Piccolominiho (s odkazem na Ptolemaia) a jeho názory, ač mylné, byly obhajovány ještě v 19. a 20. století. Nalezení „vlastního přístupu“ německé kultury k antice, kulturní nacionalismus zaměřený proti italským humanistům, Čechům a židům, a zakládání germánských humanistických společností bylo hlavní náplní Celtisova ideového působení. Konečným projektem mělo být vytvoření humanistického popisu Germánie (Germania illustrata), také ve spolupráci s jednotlivými sodalitami, vzhledem k učencově předčasné smrti však projekt završen nebyl.
Po smrti Conrada Celta (1508) a Martina Horčičky-Sinapia (1510) a odchodu Marca Rustinimica, rektora Městské školy u sv. Mořice, do Vídně (1510) činnost společnosti poklesla. Na rozdíl od podobných kulturních činností v Čechách měla Sodalitas Maierhofiana jen malý vliv na etnické a jazykové sebeuvědomění.